# Juif (Saône-et-Loire)
Juif település Franciaországban, Saône-et-Loire megyében. Lakosainak száma 246 fő (2022. január 1.). Juif Simard, Branges, Montret, Saint-Usuge és Vérissey községekkel határos.

## Népesség
A település népességének változása:
| Lakosok száma | 252  | 257  | 262  | 259  | 254  | 250  | 245  | 246  | 246  |
|               | 2013 | 2015 | 2016 | 2017 | 2018 | 2019 | 2020 | 2021 | 2022 |